# Vaccolino
Vaccolino is een plaats (frazione) in de Italiaanse gemeente Comacchio.